# Quellbinsen
Die Quellbinsen (Blysmus, Einzahl: Quellbinse) sind eine Pflanzengattung, die zur Familie der Sauergrasgewächse (Cyperaceae) gehört. Sie wurden früher auch in die größere Gattung der Simsen (Scirpus) gestellt.

## Beschreibung
Die Quellbinsen sind ausdauernde Pflanzen mit beblättertem Stängel und einem endständigen Blütenstand, der aus sitzenden Ährchen besteht, die in zwei Zeilen angeordnet sind. Die Ährchen sind mehrblütig, ihre Spelzen sind spiralig angeordnet. Die Blüte besitzt 3 Staubblätter und 2 Narben. Die Früchte sind linsenähnliche Nüsschen.

## Systematik
In dieser Gattung sind vier Arten bekannt::
- Zusammengedrückte Quellbinse (Blysmus compressus (L.) Panz. ex Link): Sie kommt mit zwei Unterarten und zwei Varietäten von Europa bis zum Himalaja vor.
- Blysmus mongolicola Kitag.: Die Heimat ist die Mongolei.
- Rote Quellbinse (Blysmus rufus (Huds.) Link): Sie kommt von Europa bis zur Mongolei und im subarktischen Amerika bis Kanada vor.
- Blysmus sinocompressus Tang & F.T. Wang: Sie kommt in drei Varietäten von der Mongolei bis China vor.